# Astrid Ebner
Astrid Ebner ist eine frühere österreichische Skeletonsportlerin.
Astrid Ebner lebt in Innsbruck. In der zweiten Hälfte der 1990er Jahre war sie die dominierende österreichische Skeletonpilotin. In Igls gewann sie 1996 als erste Frau die österreichische Meisterschaft. Bis 2001 gewann sie auch alle weiteren Titel und ist mit sechs Titeln die Rekordmeisterin ihres Landes. Im Dezember 1996 debütierte sie international im Skeleton-Weltcup. Ihr erstes Rennen in Königssee beendete sie jedoch nicht. Noch im selben Monat nahm sie in Igls an ihrem zweiten Rennen teil, das sie erfolgreich auf dem zweiten Platz beendete. Im Januar 1999 verpasste sie als Viertplatzierte knapp das Podium, erreichte dabei aber ihre beste Platzierung im Weltcup. Ebenfalls erfolgreich verlief die Skeleton-Weltmeisterschaft 2000 in Igls. Auf ihrer Heimbahn belegte sie den fünften Rang. Ein Jahr später belegte sie in Calgary Platz 21. Nach der Saison beendete sie ihre Karriere.